# HMAS Waterhen (D22)
«Вотехен» (D22) (англ. HMAS Waterhen (D22) — військовий корабель, ескадрений міноносець типу «W» Королівського військово-морського флоту Великої Британії та Королівського австралійського ВМФ за часів Другої світової війни.
«Вотехен» був закладений 10 жовтня 1916 року на верфі компанії Palmers Shipbuilding and Iron Company, Геббурн. 22 вересня 1917 року увійшов до складу Королівських ВМС Великої Британії. У жовтні 1933 переданий до Королівського флоту Австралії.